# Annalisa Weyel
Annalisa Weyel (* 10. November 2000 in Bad Nauheim) ist eine deutsche Schauspielerin.

## Leben
Die aus Butzbach in Hessen stammende Annalisa Weyel spielte von der 18. Staffel bis zur 20. Staffel in der deutschen Fernsehserie Schloss Einstein die Rolle der Schülerin Alva Rehbein. Während der Dreharbeiten besuchte sie das Gutenberg-Gymnasium in Erfurt.
Ihre Eltern sind beide gehörlos, daher ist die deutsche Gebärdensprache eine ihrer Muttersprachen. Auf YouTube veröffentlichte sie einige Videos, in denen sie versucht, anderen diese Sprache näherzubringen.
Weyels Management ist die Agentur Marmulla & Rudolph. Seit 2023 absolviert sie ihr Schauspielstudium an der Staatlichen Hochschule für Musik und Darstellende Kunst Stuttgart.
Sie lebt in Butzbach.

## Filmografie
- 2015–2017: Schloss Einstein (Fernsehserie, 55 Episoden)
- 2016: The Villa
- 2020: Zeit, schwimmen zu lernen (Kurzspielfilm)
- 2022: Die Kaiserin (The Empress, Serie, Netflix)
- 2023: Blind ermittelt – Mord an der Donau (Fernsehreihe)
- 2023: Notruf Hafenkante (Fernsehserie, 1 Episode)

## Weitere Projekte
Theater
- 2018: Es liegt was in der Luft (Judith)
- 2018: Stadtmission Butzbach

Musical
- 2018: Was bleibt? (Valerie)

Sonstiges
- 2019: Die Sonne scheint (Ausbildungsproduktion, Rolle: Mel)
- 2020: Die BARMER in Gebärdensprache (Internetprojekt)